# The Sun
The Sun er en engelsksproget tabloidavis, der udgives i England, Skotland og Irland, hvor den kendes som The Irish Sun. Med sit oplag på 2.614.725 eksemplarer (marts 2012) og 7,6 mio. daglige læsere (2010) er avisen Storbritanniens største og verdens næststørste engelsksprogede avis samt verdens 9. største avis i det hele taget. The Sun udgives af News International, der et datterselskab af Rupert Murdochs News Corporation og har sin redaktion i London-bydelen Wapping.
Avisen blev etableret i 1964 og var i begyndelsen en broadsheetavis uden særlig succes. Først da Rupert Murdoch opkøbte avisen i 1969 og ændrede profil og format til tabloid, voksede salget. Underholdningsnyheder, sport, royalt stof og sensationsjournalistik blev blandet med almindeligt reportagestof og politiske nyheder. Samtidig blev den daglige topløse side 3-pige indført. I 1978 passerede The Sun konkurrenten Daily Mirror i oplag.
I modsætning til de fleste andre britiske aviser har The Sun flere gange skiftet politisk orientering. I sine første år støttede den Labour, men da Margaret Thatcher blev premierministerkandidat forud for valget i 1979, støttede avisen Conservatives og blev en af hendes vigtigste støtter. Trods den stadige og massive kritik af avisens konstante vinkling på det sensationelle har avisen altid været anset som en vigtig politisk avis. Da Tony Blair og hans strateger i 1990'erne skulle genrejse Labour, blev de enige om, at de måtte neutralisere The Sun. Det lykkedes, og ved valget i 1997 støttede avisen Labour.
Til trods for sin popularitet, regnes The Sun som en af de mest forhadte og omdiskuterede aviser internationalt.